# Glinik (Wałbrzych)
Glinik Stary (niem. Groβhain) – dzielnica Wałbrzycha, położona na jego południowych obrzeżach. Usytuowana jest otulinie Parku Krajobrazowego Sudetów Wałbrzyskich jest najwyżej położoną dzielnicą miasta, graniczącą z dzielnicami Podgórze, Glinik Nowy oraz gminą Mieroszów.

## Historia
Pierwotnie, kiedy właścicielami wsi byli Hochbergowie z Książa, nazywano ją Althayn (Stary Gaj). Późniejsza nazwa Grosshain (Duży Gaj) obejmowała również Glinik Nowy, gdy do podziału na dwie osobne wsie w roku 1825 doprowadził następny właściciel, Karl Julius Melchior von Dyherrn – Cetritz – Neuhaus. Wieś odkupił z 32 domami, młynem i gorzelnią. W 1840 roku uruchomiono tu szkołę ewangelicką. W roku 1842 wybudowano 2 młyny do mielenia kory dębowej, co wynikało zapewne z rozwiniętego przetwórstwa drzewnego na tym terenie. Po wybudowaniu w 1867 roku kolei żelaznej do Podgórza, wieś zaczęła się gwałtownie rozwijać. Postawiono kilkadziesiąt nowych budynków mieszkalnych, gospód, kawiarni i cukierni. Wybudowano także ośrodek wypoczynkowy składający się z domków letnich i terenu rekreacyjnego, który cieszył się dużym powodzeniem.

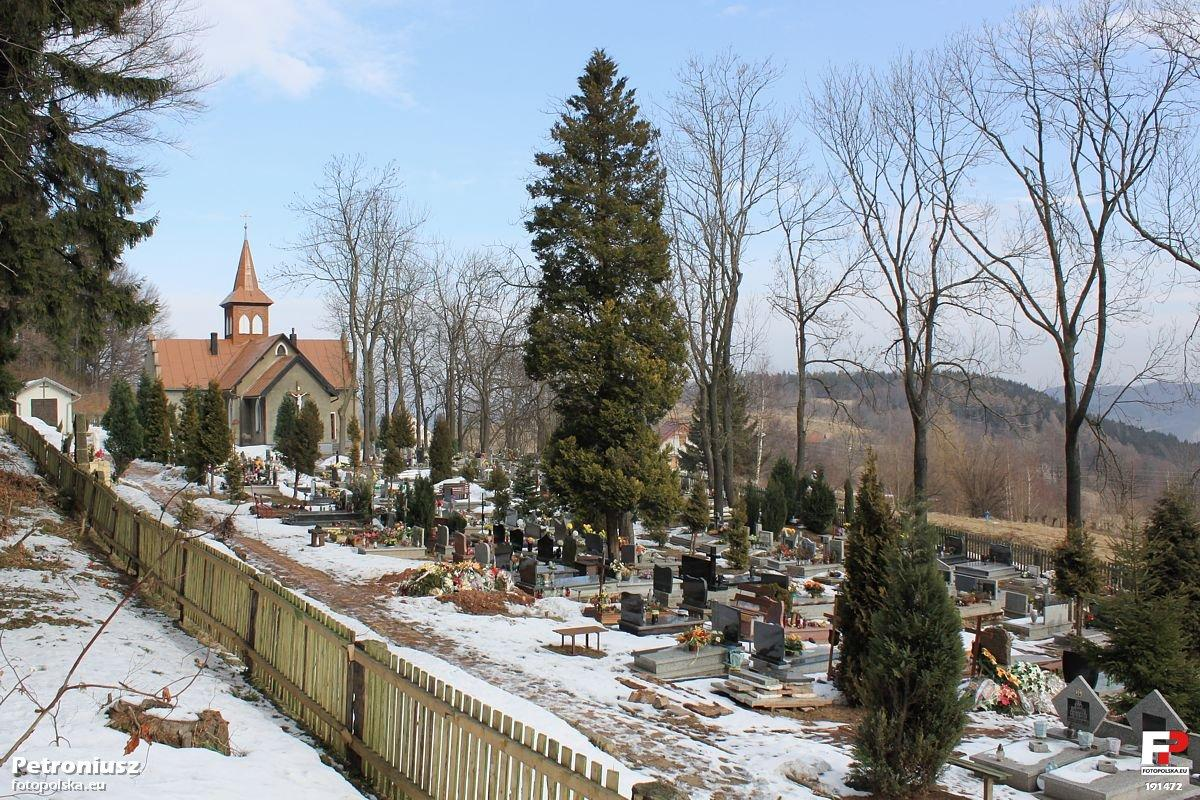
Kaplica Parafialna przy ulicy Podgórskiej

Kaplicę parafialna p.w. M.B. Różańcowej przy cmentarzu u podnóża góry Gliniczek (d. Laubhugel), która obecnie jest prowadzona przez Księży Marianów (wcześniej przez Pallotynów), konsekrowano w 1920 roku. W 1938 pojawiły się plany połączenia Glinika z Wałbrzychem komunikacją tramwajową.. Nie zrealizowano ich jednak z powodu wybuchu wojny.
Dolną część Glinika Starego przyłączono do Wałbrzycha w 1951 roku, natomiast część górną wraz z Glinikiem Nowym dopiero w roku 1973.
W latach 1947–1974 na Gliniku funkcjonowała również szkoła podstawowa, mieszcząca się przy ulicy Wałbrzyskiej 31.
W latach 1954–1972 siedziba gromady Glinik.
Według danych z Urzędu Miejskiego w Wałbrzychu na 16 kwietnia 2014 roku dzielnice Podgórze, Stary Glinik i Nowy Glinik zamieszkuje 8892 osób

## Transport
Przez Glinik Stary przebiega droga krajowa nr 35 Wrocław – Mieroszów – Golińsk (granica z Republiką Czeską)
Do dzielnicy można dojechać linią nr 12 komunikacji autobusowej, prowadzonej przez Śląskie Konsorcjum Autobusowe.

## Turystyka i Przyroda
Ze względu na położenie, Glinik traktowany był jako miejscowość wypoczynkowa i wiodły tędy szlaki turystyczne do Unisławia Śląskiego, Sokołowska i Andrzejówki.
Obecnie przez Glinik Stary przechodzą następujące szlaki:
 Dworzec Wałbrzych Główny - Barbarka – Glinik Stary  - Unisław Śląski – Bukowiec.
 – Dworzec Wałbrzych Główny - [Przełęcz Szypka] - Kamieńsk - [Przełęcz Kozia] - Borowa - Glinik Stary - [Kuźnice] (Szlak Pamięci Wędrowców) - [Sobięcin] –	[Kuźnice Świdnicki] – [Unisław Śląski] 
 – Dworzec Wałbrzych Główny – Glinik Stary - Rybnica Leśna- Andrzejówka
 – Trasa dookoła Wałbrzycha
 – Trasa wokół Borowej
Najwyższe wzniesienia na terenie Glinika Starego to:
- Borowa (853 m n.p.m.) – w 2017 roku oddano do użytku wybudowaną na szczycie wieżę widokową,
- Barbarka (635 m n.p.m.) – przed wojną istniało na szczycie schronisko-restauracja Kolbebaude
- [Gliniczek] (653 m n.p.m.)

W południowo-zachodniej części dzielnicy swoje źródła ma rzeka Pełcznica.